# Soluna Samay
Soluna Samay, född 27 augusti 1990 i Guatemala City, är en dansk-guatemalansk sångerska.

## Biografi
Soluna föddes i Guatemala där hon dessutom växte upp. Hennes far är tysk medan hennes mor är schweizisk. "Sol" betyder sol på spanska och "Luna" betyder måne på spanska. När Soluna var 10 år, år 2000, flyttade familjen till Danmark där de bodde på ön Bornholm. De köpte ett litet hus på landet som de renoverade. Idag bor Soluna dock i huvudstaden Köpenhamn. Hon talar fem språk flytande, däribland engelska, danska, spanska och tyska. Hon kan spela trummor, elbas och kontrabas. Hon skriver även låtar själv.
Hon började sjunga när hon var sex år gammal då hon hjälpte sin far som tjänade sina pengar genom att spela musik på gatan. Under hela sin uppväxt framträdde hon inför folk i några av världens största städer med gatan som scen. Hennes far lärde henne spela trummor, bas och gitarr och innan hon var 10 år gammal skrev hon sina första sånger själv. Sedan dess har hon spelat ute både själv och tillsammans med sin far.

## Karriär
Samay började sin musikkarriär i duon Gee Gee & Soluna, tillsammans med sin far Gerd George Kettel (född 1959) som också går under artistnamnet Gee Gee Kettel. Tillsammans har de släppt ett par album. Hon släppte en solosingel redan 2003 även om hennes solokarriär inte började på allvar förrän 2011.
Hon släppte sitt debut-soloalbum Sing Out Loud den 23 september 2011. Albumet producerades av Jesper Mejlvang och Michael Friis.

### Eurovision
Hon representerade Danmark i Eurovision Song Contest 2012 med låten "Should've Known Better" efter sin seger i Dansk Melodi Grand Prix 2012. Hon deltog i den första semifinalen den 22 maj. Där tog hon sig vidare till finalen som hölls den 26 maj. Med sig på scenen hade hon sitt band som består av musiker från olika nationaliteter. Hon hamnade på 23:e plats av 26 tävlande och fick 21 poäng.
Remée och Chief 1 som skrivit låten "Should've Known Better" hittade Soluna genom internet då de sökte efter en solosångerska för att framföra deras bidrag till Dansk Melodi Grand Prix 2012.
Den 26 januari 2013 framträdde hon med sin nya singel "Humble" i Dansk Melodi Grand Prix 2013, ett år efter att hon själv vunnit tävlingen.

## Diskografi

### Album
- 2011 – Sing Out Loud

### Singlar
- 2003 – "I Wish I Was a Seagull"
- 2011 – "Two Seconds Ago"
- 2011 – "Should've Known Better"
- 2012 – "Come Again (The Quetzal)"
- 2012 – "Humble"

### Gee Gee & Soluna album
- 2001 – The Beat Goes On
- 2004 – Thinking Of You
- 2006 – Movin' On
- 2007 – Lucky Seven
- 2008 – Just Passing Through
- 2009 – Streetwise
- 2011 – The Best & the Rest